# Melocalamus arrectus
Melocalamus arrectus är en gräsart som beskrevs av Tong Pei Yi. Melocalamus arrectus ingår i släktet Melocalamus och familjen gräs. Inga underarter finns listade i Catalogue of Life.